# Gavialimimus almaghribensis
Gavialimimus almaghribensis — вид вимерлих морських ящірок родини мозазаврів (Mosasauridae). Мешкав у крейдовому періоді. Викопні рештки черепа та пов'язаного з ним фрагментарним посткраніальним скелетом знайдені в Марокко у басейні Улед-Абдун.